# 柱廊

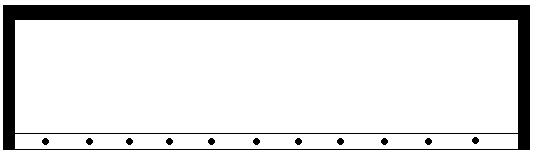
Stoa

柱廊，是一个窄边封闭，通常情况下一侧长边也是封闭的长厅，长边另一侧通过有柱式的柱子支撑。在封闭的一侧可以分隔为更多的房间，开敞的外侧则可以通过设置柱子形成一个外廊，少数情况下有两个外廊。柱廊可以是多层的。
柱廊建造于公共场所比如集会，广场，市场，神庙，剧院等附近，少数情况建于道路旁。最早的功能是为参与公共活动的人提供一个没有气候边界的遮阳避雨之处，是一种很好地结合了爱琴海和地中海气候条件的建筑类型。
古希腊的思想流派斯多亚学派以及其创始人即以此建筑类型命名。

## 历史
柱廊早在米诺斯文明和迈锡尼文明中即已出现,公元前7世纪时成了为古希腊建筑艺术的一个固定主题。公元前7世纪的萨摩斯岛的赫拉神庙中已经有一个两侧均开敞的，约700米长的独立柱廊建筑。更多的早期代表建筑还出现在公元前7世纪和6世纪的阿尔戈斯，提洛岛，迪迪姆地区。
在前478年，雅典人将一个柱廊献给了德尔菲圣地，称为雅典人宝库（Stoa de los athenienses）。该柱廊倚靠在阿波罗神庙的基座上，纤细的爱奥尼柱式支撑着上方的木屋架，廊内存放着波希战争中获得的战利品。尽管并非独立建筑也被称为柱廊。
前5世纪后柱廊扩展出突出建筑立面的Risalit(立面上位于两端或正中的突出部分)。前430年，在古雅典阿哥拉市集建立的奥林匹亚圣地埃留特里奥斯柱廊，其南侧部分不仅有两翼作为公共空间，还有一个位于立面正中的突出部分。前4世纪晚期柱子已经可以放置在廊的窄边。在此之前柱子总是设计在廊的长边。在某些柱厅比如西库翁的阿哥拉市集，只在窄边的立面设置了一跨的柱子，而在其他的一些案例中，侧墙可以完全由柱子取代，比如奥林匹亚圣地的南柱廊和东南柱廊那样。
大多数情况下正立面的柱子都会根据建筑要表达的主题选择柱式，但有时也会出现正方形或长方形截面的柱子，这种柱子在转角处可以进行八角形的倒角处理。转角方柱和圆柱也最终会根据情况结合在一起，成为另一种处理转角的可能性。比如在安德罗斯岛和科林斯的柱厅。

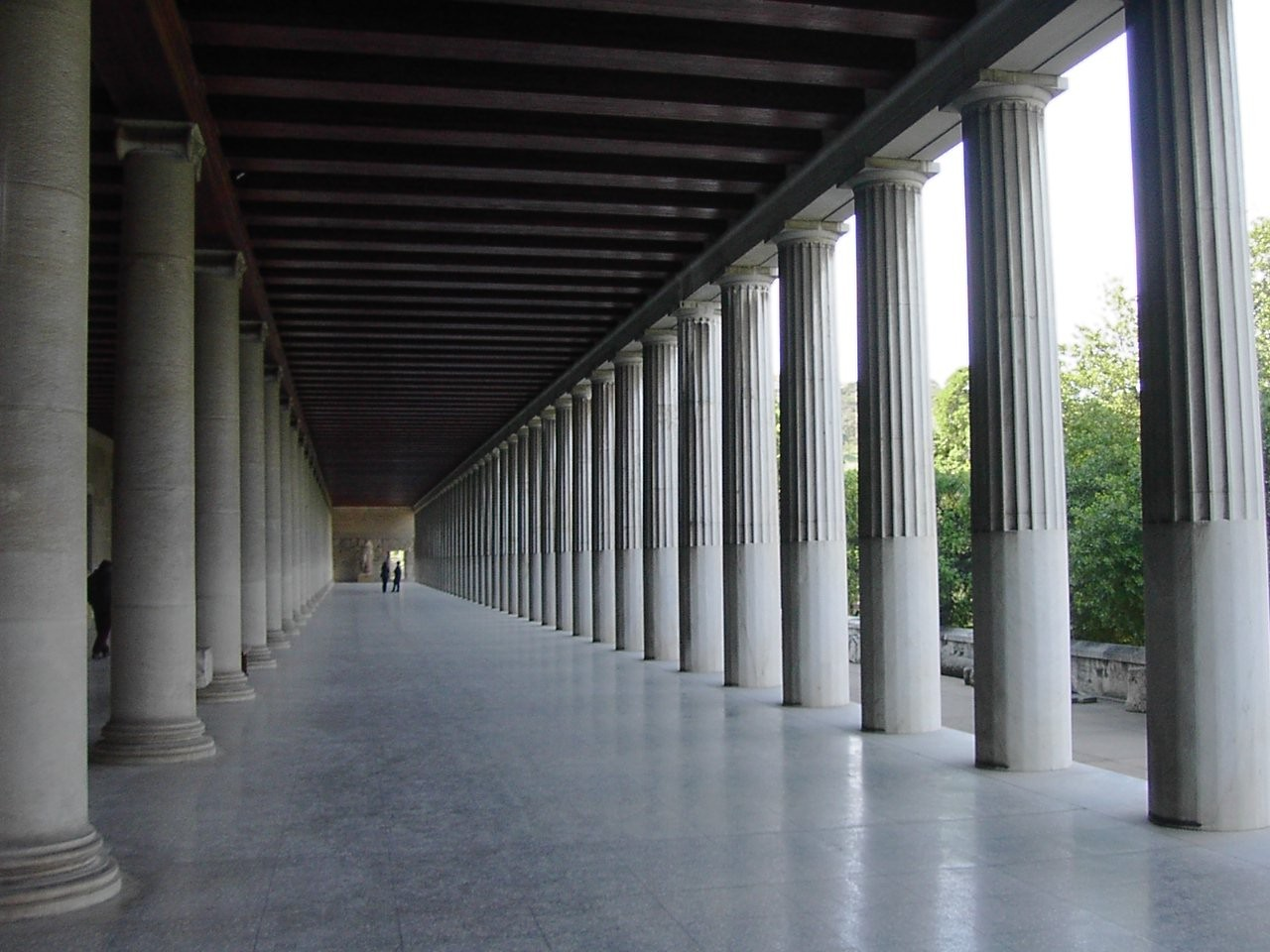
阿塔罗斯柱廊

在前4世纪到前2世纪之间柱廊是宗教建筑以及阿哥拉市集的基本的组成部分。它越来越多地决定了城市中宗教圣地在远处的观看效果，比如林多斯，科斯岛和帕加马。它原本的功能是为使用者和物品遮风避雨，或者像雅典的巴西尔柱廊那样作为执政官巴西尔的住所，在希腊化时期也用于容纳商店和文书室，例如前2世纪由阿塔罗斯二世献给雅典的阿塔罗斯柱廊，它是带有有两个侧翼的柱廊，有两层靠内侧的商店。

## 建筑类型
柱廊，不同于倚靠在已有建筑物上的门廊，是一个独立的建筑体。柱廊有强烈的建筑立面的特征，因为它是面向广场开敞的，而很少是面向街道的，其背面的设计常常被忽略。柱廊虽然是古希腊建筑的典型要素，作为与周边环境相互关联的建筑体量，却没有体现出古希腊建筑通常的独立特征。其设计理念也不在于追求内部空间的合理性和比例，而是符合外部空间的使用需求。它的场地选择也是考虑了实用性与经济型的结合点，对建筑的高度没有要求。
对于希腊化时期有两翼的柱廊还有一个设计原则，即外侧的柱距相对内侧减半，外柱用多立克柱式，内柱用爱奥尼柱式。
在越来越多的广场边缘被建筑挤占以后，也出现了柱廊背靠背建在一起的情况，这些柱廊可以属于不同的广场。这种建造演变成了前2世纪的一种建筑类型，即所谓中柱廊(Middle Stoa)，位于雅典的阿哥拉市集。将两个柱廊结合在一起，形成一个长廊，四周有一圈外住，中间有一条并未贯穿整个建筑的隔墙。隔墙是由一排柱子以及填充其间的剪力墙建造而成。至此，组成柱廊的所有元素：前排柱子，中间一排柱子以及后墙，都被重新诠释了。此外两个柱廊通过中间隔墙上开的三个过道互相连接。中柱廊可以解读为一个独立而多功能的建筑体。
柱廊通过柱子排列区分前后的这种做法，以及由成排的柱子形成空间的做法，也运用到了古希腊其他建筑类型上，比如Lesche（会议厅）以及Skeuothek（兵工厂）。巴西利卡很可能就是由立面有三处突出部分的柱廊发展而来的。至少可以推测希腊化时期帕莱斯特里纳的巴西里卡有这种相关性。